# Kevin Phillips (football)
Pour les articles homonymes, voir Kevin Phillips et Phillips.
Kevin Mark Phillips, né le 25 juillet 1973 à Hitchin, est un footballeur international anglais évoluant au poste d'attaquant reconverti entraîneur.
Il a terminé meilleur buteur du championnat d'Angleterre lors de la saison 1999-2000 en inscrivant 30 buts, recevant de ce fait le Soulier d'or européen.

## Biographie

### Carrière en club
Le 10 juillet 2011, Kevin Phillips signe un contrat d'un an, avec option d'une année supplémentaire, à Blackpool.
Le 15 janvier 2014, il rejoint Leicester City. Le 28 avril 2014, il annonce sa retraite à l'issue de la saison.

### Carrière internationale
International anglais, il est sélectionné à huit reprises entre 1999 et 2002.
Sa superbe saison 1999-2000, lui permet de participer à l'Euro 2000.

## Palmarès

### En club
- Sunderland
  - Vainqueur du Championship : 1999
- West Bromwich Albion
  - Vainqueur du Championship : 2008
- Birmingham City
  - Vainqueur de la Carling Cup : 2011
- Leicester City
  - Vainqueur du Championship : 2014

### Distinctions personnelles
- Joueur du mois du championnat d'Angleterre : octobre 1999.
- Meilleur buteur du championnat d'Angleterre : 2000 (30 buts avec Sunderland AFC).
- Soulier d'or européen en 2000.
- Élu Premier League Player of the Season en 2000[2].